# Eumeni
Eumeni (Eumenius) va ser un orador d'origen grec però nascut a Augustodunum a la Gàl·lia. El seu avi era atenenc, mestre de retòrica a Roma i després se'n va anar a la Gàl·lia on va practicar la seva professió fins als 80 anys. Va florir cap al final del segle iii i el començament del segle iv.
Va exercir el càrrec de magister sacrae memoriae (una espècie de secretari privat) a la cort de Constanci Clor. Durant la seva vida va patir el setge d'Autun pels bagaudes que va durar set mesos i la ciutat fou destruïda però reconstruïda per Constanci Clor, que va decidir també reconstruir l'escola de retòrica, cosa per la qual va cridar a Eumeni que estava retirat de la vida pública i que va començar la seva tasca els anys 296 o 297.
Les seves obres, incloses a la col·lecció coneguda per "Duodecim Panegyrici Veteres", són:
- 1. Oratio pro instaurandis scholis.
- 2. Panegyricus Constantio Caesari dictus, un discurs de felicitació per la recuperació de Britànnia que es devia pronunciar el 296 o 297
- 3. Panegyricus Constantino Augusto dietus, un discurs pronunciat a Trèveris el 310, en presència de Constantí el Gran, recordant els fets de l'emperador